# Saison 7 d'À la Maison-Blanche
Chronologie
Saison 6 —
Cet article présente les vingt-deux épisodes de la septième et dernière saison de la série télévisée américaine À la Maison-Blanche (The West Wing).

## Distribution

### Acteurs principaux
- Martin Sheen (VF : Marcel Guido) : Josiah Bartlet, président des États-Unis d'Amérique
- John Spencer (VF : Michel Fortin) : Leo McGarry, chef de cabinet de la Maison-Blanche
- Bradley Whitford (VF : Daniel Lafourcade) : Josh Lyman, chef de cabinet adjoint de la Maison-Blanche
- Richard Schiff (VF : Philippe Bellay) : Toby Ziegler, directeur de la communication de la Maison-Blanche
- Allison Janney (VF : Marie-Laure Beneston) : C.J. Cregg, porte-parole de la Maison-Blanche
- Dulé Hill (VF : Lucien Jean-Baptiste) : Charlie Young, assistant personnel du Président des États-Unis
- Janel Moloney (VF : Natacha Muller) : Donna Moss, assistante du chef de cabinet adjoint de la Maison-Blanche
- Stockard Channing (VF : Danièle Hazan) : Abbey Bartlet, première dame des États-Unis
- Joshua Malina (VF : Patrice Baudrier) : Will Bailey, directeur adjoint de la communication de la Maison-Blanche
- Alan Alda (VF : Pierre Dourlens) : Arnold Vinick, sénateur républicain de Californie
- Jimmy Smits (VF : Lionel Tua) : Matt Santos, représentant démocrate du Texas
- Kristin Chenoweth (VF : Patricia Legrand) : Annabeth Schott, porte-parole adjointe de la Maison-Blanche pour la relation avec les médias
- Mary McCormack (VF : Nathalie Spitzer) : Kate Harper, conseillère adjointe à la sécurité nationale

### Acteurs récurrents
- Gary Cole (VF : Jean-Luc Kayser) : Bob Russell, vice-président des États-Unis
- Steven Culp (VF : Bruno Forget) : Jeff Haffley, speaker de la Chambre
- NiCole Robinson (VF : Maité Monceau) : Margaret Hooper, secrétaire du chef de cabinet de la Maison-Blanche
- Lily Tomlin (VF : Pascale Jacquemont) : Debbie Fiderer, secrétaire personnelle du président Bartlet
- Elisabeth Moss (VF : Chantal Macé) : Zoey Bartlet, fille cadette du président Bartlet
- Ramon De Ocampo (VF : Taric Mehani) : Otto, rédacteur de discours de la campagne Santos-McGarry
- Janeane Garofalo: Louise Thornton
- Marlee Matlin:Joey Lucas
- Ramón de ocampo:otto
- Karis Campbell:Ronna Beckman

## Épisodes

### Épisode 1:Le Tandem démocrate
- États-Unis : 25 septembre 2005 sur NBC
- France:07 septembre 2008

- Ramon De Ocampo : Otto
- Oliver Platt : Oliver Babish
- Teri Polo : Helen Santos

### Épisode 2:Problème d'image
- États-Unis : 2 octobre 2005 sur NBC
- France:07 septembre 2008

- Ramon De Ocampo : Otto
- Janeane Garofalo : Louise Thornton
- Marlee Matlin : Joey Lucas
- Sam Robards : Greg Brock
- NiCole Robinson : Margaret
- Matthew Del Negro : Bram Howard

### Épisode 3:Le Message de la semaine
- États-Unis : 9 octobre 2005 sur NBC
- France:07 septembre 2008

- Janeane Garofalo : Louise Thornton
- Patricia Richardson : Sheila Brooks
- Ron Silver : Bruno Gianelli
- Brett Cullen : gouverneur Ray Sullivan
- William Russ : Dan
- Julian Acosta : Leon Montero
- Tom Everett : agent Charles Frost
- Peter Mackenzie : George Rohr

### Épisode 4:Monsieur Frost
- États-Unis : 16 octobre 2005 sur NBC
- France:14 septembre 2008

- Janeane Garofalo : Louise Thornton
- Lily Tomlin : Deborah Fiderer
- Mitch Pileggi : sénateur Dresden
- John Aylward : Barry Goodwin
- Steve Ryan : Miles Hutchinson (ministre de la Défense)

### Épisode 5:L'Aveu
- États-Unis : 23 octobre 2005 sur NBC
- France:14 septembre 2008

- Janeane Garofalo : Louise Thornton
- Teri Polo : Helen Santos
- Tom Everett : agent Charles Frost
- Oliver Platt : Oliver Babish

### Épisode 6:Le Gala Al Smith
- États-Unis : 30 octobre 2005 sur NBC
- France:14 septembre 2008

- Patricia Richardson : Sheila Brooks
- Dean Norris : Steve Hodder
- Lisa Darr : Becca

### Épisode 7:Le Grand Débat
- États-Unis : 6 novembre 2005 sur NBC
- France:21 septembre 2008

- Forrest Sawyer (en) : lui-même
- Christopher Misiano : caméo

- C'est le producteur et réalisateur Christopher Misiano qui traite Arnold Vinick de menteur pendant le débat[1].
- À l'exception de Santos et Vinick, cet épisode est le seul de la série dans lequel n'apparaît aucun des personnages principaux[1].

### Épisode 8:Les Indécis
- États-Unis : 4 décembre 2005 sur NBC
- France:21 septembre 2008

- Janeane Garofalo : Louise Thornton
- Teri Polo : Helen Santos
- Nina Siemaszko : Ellie Bartlet
- Ben Weber : Vic Faison, le fiancé d'Ellie
- Cress Williams : Lester
- Ron Canada (en) : Theodore Barrow
- Diana Maria Riva : Edie Ortega

### Épisode 9:Le Mariage
- États-Unis : 11 décembre 2005 sur NBC
- France:21 septembre 2008

- Janeane Garofalo : Louise Thornton
- Lily Tomlin : Deborah Fiderer
- Nina Siemaszko : Ellie Bartlet
- Ben Weber : Vic Faison
- Robert Foxworth : sénateur George Montgomery

### Épisode 10:Le Duel des seconds couteaux
- États-Unis : 8 janvier 2006 sur NBC
- France:28 septembre 2008

- Teri Polo : Helen Santos
- Patricia Richardson : Sheila Brooks
- Brett Cullen : gouverneur Ray Sullivan, « l'autre vice-président »
- David Barrera : Jorge Santos

- L'épisode commence avec l'annonce faite par Martin Sheen du décès de John Spencer (« Leo MacGraddy »), mort le 16 décembre 2005.

### Épisode 11:La Valse des ambassadeurs
- États-Unis : 15 janvier 2006 sur NBC
- France:28 septembre 2008

- Timothy Busfield : Danny Concannon
- Annabeth Gish : Elizabeth Bartlet Westin
- Steven Eckholdt : Doug Westin
- George Cheung : Ling-Po
- Tim Guinee : Steve Laussen

### Épisode 12:Tous aux abris
- États-Unis : 22 janvier 2006 sur NBC
- France:28 septembre 2008

- Teri Polo : Helen Santos
- Ron Silver : Bruno Gianelli
- Stephen Root : Bob Mayer
- J. K. Simmons : Harry Ravitch
- Michael Chieffo : Hayes

### Épisode 13:Chaud et Froid
- États-Unis : 12 mars 2006 sur NBC
- France:05 octobre 2008

- Ron Silver : Bruno Gianelli
- Patricia Richardson : Sheila Brooks
- Lily Tomlin : Deborah Fiderer
- Brett Cullen : Ray Sullivan
- Stephen Root : Bob Mayer

### Épisode 14:Bain de foule
- États-Unis : 19 mars 2006 sur NBC
- France:05 octobre 2008

- Janeane Garofalo : Louise Thornton
- Ron Silver : Bruno Gianelli
- Matthew Del Negro : Bram Howard
- Stephen Root : Bob Mayer

### Épisode 15:J-5
- États-Unis : 26 mars 2006 sur NBC
- France:12 octobre 2008

- Jon Bon Jovi : Lui-même
- Teri Polo : Helen Santos
- Kathleen York : Andrea Wyatt

### Épisode 16:Le Verdict des urnes:1repartie
- États-Unis : 2 avril 2006 sur NBC
- France:12 octobre 2008

- Janeane Garofalo : Louise Thornton
- Teri Polo : Helen Santos
- Ron Silver : Bruno Gianelli
- Stephen Root : Bob Mayer

### Épisode 17:Le Verdict des urnes -2epartie
- États-Unis : 9 avril 2006 sur NBC
- France:19 octobre 2008

- Janeane Garofalo : Louise Thornton
- Teri Polo : Helen Santos
- Ron Silver : Bruno Gianelli
- Patricia Richardson : Sheila Brooks
- Stephen Root : Bob Mayer

### Épisode 18:Requiem
- États-Unis : 16 avril 2006 sur NBC
- France:19 octobre 2008

- Mary-Louise Parker : Amy Gardner
- Timothy Busfield : Danny Concannon
- Gary Cole : Bob Russel
- Emily Procter : Ainsley Hayes
- Renée Estevez : Nancy
- Ramon De Ocampo : Otto
- Karis Campbell : Ronna
- Annabeth Gish : Liz Bartlet Westin
- Tim Matheson : John Hoynes
- Marlee Matlin : Joey Lucs
- Elisabeth Moss : Zoey Bartlet
- Teri Polo : Helen Santos
- Nina Siemaszko : Ellie Bartlet-Faison
- Allison Smith : Mallory O'Brien
- Anna Deavere Smith : Nancy McNally
- Ken Lerner : Marino
- Kathleen York : Andréa Wyatt
- Melissa Fitzgerald : Carol Fitzpatrick

- Cet épisode, qui tourne autour des funérailles de Leo McGarry, regroupe la majeure partie des acteurs récurrents des différentes saisons de la série en plus du casting principal.

### Épisode 19:Passation des pouvoirs
- États-Unis : 23 avril 2006 sur NBC
- France:26 octobre 2008

- Rob Lowe : Sam Seaborn
- Anna Deavere Smith : Nancy McNally
- Ramon De Ocampo : Otto
- Jerry Kernion (nl) : chauffeur de taxi

### Épisode 20:Dernière Ovation
- États-Unis : 30 avril 2006 sur NBC
- France:26 octobre 2008

- Mary-Louise Parker : Amy Gardner
- Teri Polo : Helen Santos
- Patricia Richardson : Sheila Brooks
- Janeane Garofalo : Louise Thornton
- Stephen Root : Bob Mayer

### Épisode 21:Fin de règne
- États-Unis : 7 mai 2006 sur NBC
- France:02 novembre 2008

- Timothy Busfield : Danny Concannon
- Kathleen York : Andrea Wyatt
- Xander Berkeley : Franklin Hollis, président du parti démocrate

### Épisode 22:L'Avenir
- États-Unis : 14 mai 2006 sur NBC
- France:02 novembre 2008

- Teri Polo : Helen Santos
- Lily Tomlin : Deborah Fiderer
- Michael O'Neill : Agent Ron Butterfield
- Rob Lowe : Sam Seaborn

- Mallory, la fille de Leo McGarry, remet un cadeau au président Bartlet. Celui-ci l'ouvre dans l’avion qui le ramène dans le New Hampshire. Il s'agit de la serviette-essuie tout sur laquelle Leo avait, neuf ans auparavant, écrit « Bartlet for President » afin de convaincre Bartlet de se lancer dans les primaires.
- Dans le premier épisode de cette saison, la séquence introductive ouvrait l'épisode par une scène qui se déroulera trois ans dans le futur : l'ancien président Bartlet retrouvera certains de ses conseillers, y compris Toby, et les félicitera de leurs nouvelles vies et carrières.
- Les pouvoirs du président en matière de grâce sont prévus par la section 2 de l'article II de la Constitution des États-Unis.
- Le sujet de la grâce présidentielle avait déjà été évoqué dans l'épisode 11 de la saison 5 : « La Grâce présidentielle ».